# Paul Amalric
Pour les articles homonymes, voir Amalric.
Paul Amalric, né à Anglès le 2 décembre 1869 et mort à Paris le 14 juillet 1927, a été un des "pionniers" du syndicalisme français aux PTT. Figurant parmi les dirigeants de l'Association générale des agents des PTT, dès la création de celle-ci en 1900, il signe en 1907 une "Lettre ouverte" à Clemenceau, chef du gouvernement, pour lui rappeler ses promesses de garantir le droit syndical aux fonctionnaires. Cela lui vaut, ainsi qu'à ses six cosignataires, la révocation de l'administration. Réintégré en 1908, sa participation active aux grèves de 1909 provoque une nouvelle révocation...

## Leader syndical des ambulants
Paul Amalric est commis dans le service des ambulants, d'abord à la ligne du Sud-Ouest, puis il est promu chef de brigade à la Ligne du Nord. C'est là qu'il est révoqué en mai 1909. Réintégrè à Rouen, il est en 1911 chef de brigade à la Ligne de l'Est. La notice lacunaire que lui consacre le Dictionnaire biographique du mouvement ouvrier français signale la longue notice nécrologique que le Syndicat des agents fait paraître lors de sa mort.
- Les postiers ambulants travaillaient en petites équipes de 10 à 15 agents, et avaient la réputation de constituer entre eux des groupes solidaires, tant au travail dans l'espace restreint et trépidant d'un wagon-poste, qu'en "bout de ligne", où la plupart des services nocturnes passaient une journée avant de faire le "voyage" retour. Pendant des décennies leurs services ont tenu un rôle majeur dans le tri et l'acheminement du courrier. Le syndicalisme postier s'enracine dès sa naissance parmi cette corporation singulière: le commis "ambulant" a le même bagage intellectuel que ses collègues des centraux télégraphiques ou des bureaux de poste, mais son travail est essentiellement manuel. De plus il lui donne l'impression d'indépendance. Parmi eux les chefs de brigade, plus âgés, disposaient d'une autorité qui tenait à leur connaissance du travail et au partage de la poussière. L'Association générale des agents des PTT trouve parmi eux certains de ses meneurs les plus combatifs. La lettre fameuse à Clemenceau en 1907 est paraphée par trois commis ambulants: ils constituaient le secrétariat de l'A.G. des agents.
- Lors des grèves de l'année 1909, l'étincelle qui met le feu à un mécontentement général est une bousculade en fin de manifestation de ces ambulants qui, à la sortie d'une réunion, viennent sous les fenêtres du Sous-secrétariat d'État aux PTT affirmer leurs revendications. Un des leaders de l'A.G. des ambulants, Charles Le Gléo est arrêté et emprisonné. Dès les événements connus dans les gares parisiennes, certains décident de ne pas faire leur "voyage". Puis le mouvement se généralise et les wagons partent à vide. Pour la gigantesque machinerie de l'acheminement postal les conséquences sont immédiates. La province ne reçoit plus rien de Paris : les collègues et le public perçoivent rapidement l'ampleur d'un tel mouvement gréviste.

Paul Amalric n'est pas le seul "ambulant" à se distinguer dans ce syndicalisme d'action: un autre chef de brigade Frédéric Subra est à ce moment-là secrétaire de l'A.G., tout comme l'était Clavier, un des révoqués de 1907. Certains prennent la plume pour narrer les événements et commencent des "carrières" d'écrivain amateur, tel le commis Charles Vallet, dont le surnom littéraire, Charles Sanglier, traduit la fougue. Un autre, Sylvain Massé écrit plus tard dans la revue Prolétariat, dirigée par Henry Poulaille. Quant au jeune Gaston Bachelard, dont on ne sait s'il fut gréviste, il est à l'époque des faits commis de tri à la gare de l'Est.
Le syndicalisme des PTT s'est nourri durant une génération des récits de ces grèves, transformés en mythes.

## Sources
- Dictionnaire biographique du mouvement ouvrier français, Les éditions de l'Atelier.
- Christian Henrisey: Postiers en grèves 1906 - 1909, Entraide PTT Sud-est, Paris, 1995.